# Josh Gordon
Joshua Caleb „Josh“ Gordon (geboren am 13. April 1991 in Houston, Texas) ist ein ehemaliger US-amerikanischer American-Football-Spieler auf der Position des Wide Receivers. Er spielte College Football für die Baylor University und wurde im NFL Supplemental Draft 2012 von den Cleveland Browns ausgewählt. Nach seiner Entlassung bei den Browns spielte Gordon bei den New England Patriots und danach bei den Seattle Seahawks, Kansas City Chiefs, Tennessee Titans und den Seattle Sea Dragons aus der XFL. Wegen mehrfachen Verstößen gegen die Drogenrichtlinien der NFL wurde Gordon mehrfach gesperrt und verpasste daher drei Saisons vollständig.

## Frühe Jahre
Gordon wurde 1991 als Sohn haitianischer Eltern im texanischen Houston geboren. Dort besuchte er die Lamar High School, wo er neben Football auch Leichtathletik betrieb und mit der 4 × 100- und der 4 × 200-m-Staffel die Staatsmeisterschaften von Texas gewann.

## College
Ab 2009 spielte Gordon Football am College für die Baylor University, insbesondere in seinem zweiten Jahr war er erfolgreich. Im Oktober 2010 wurde er, nachdem bei ihm und seinem Mitspieler Willie Jefferson Marihuana gefunden wurde, vorübergehend suspendiert. Zu Beginn der neuen Saison 2011 wurde er positiv auf Drogen getestet und damit dauerhaft von seinem College ausgeschlossen. Daraufhin wechselte er an die University of Utah, wo er allerdings kein Spiel bestritt.
In den beiden aktiven Jahren am College fing er 43 Bälle für 721 Yards und schaffte dabei 7 Touchdowns.

## NFL
Im NFL Supplemental Draft 2012 wurde Gordon in der zweiten Runde von den Cleveland Browns ausgewählt, die damit auf ihr Zweitrundenwahlrecht für den NFL Draft 2013 verzichteten. Dort unterschrieb er einen Vierjahresvertrag über 5,3 Millionen Dollar. In seiner ersten Saison fing er 50 Pässe für 805 Yards und erzielte fünf Touchdowns. Beim Spiel gegen die Oakland Raiders gelangen ihm über 100 Yards in einer Partie.
Zur Saison 2013 wurde Gordon wegen Drogenmissbrauchs für die ersten beiden Spiele gesperrt. Obwohl er nur 14 der 16 Spiele bestritt, erzielte Gordon bei 87 gefangenen Pässen 1.646 Yards, mehr Yards als jeder andere Spieler in dieser Saison. Mit 261 Yards im Spiel gegen die Jacksonville Jaguars stellte er einen neuen Franchiserekord auf. Zudem gelangen ihm als ersten Spieler über 200 Receiving Yards in zwei aufeinanderfolgenden Spielen. Aufgrund seiner Leistungen wurde er für den Pro Bowl 2014 nominiert.
Wegen Fahrens unter Einfluss psychoaktiver Substanzen wurde er für die gesamte Saison 2014 gesperrt, später wurde die Sperre auf 10 Spiele reduziert. Er bestritt fünf Spiele, in dem ihm kein Touchdown gelang. Für das letzte Spiel der Saison war er wegen eines Verstoßes gegen die Teamregeln ebenfalls gesperrt. 2015 wurde er wegen des gleichen Delikts für die gesamte Saison gesperrt. Nach Ablauf des Jahres beantragte Gordon die Aufhebung seiner Sperre, was ihm aber nach einem weiteren positiven Drogentest nicht genehmigt wurde. Im September 2016 begab er sich freiwillig in Behandlung.
Im November 2017 gab Gordon schließlich sein Comeback, als er gegen die Los Angeles Chargers zum Einsatz kam. Am 10. Dezember gelang ihm nach fast vier Jahren wieder ein Touchdown. Nachdem er sich in der Preseason auf seine Behandlung konzentrierte, kehrte Gordon zum Saisonbeginn zurück zum Team, wo er beim 21:21-Unentschieden gegen die Pittsburgh Steelers in Woche 1 einen Touchdown erzielte. Einige Tage später trennten sich die Browns nach einem Vorfall beim Training endgültig von Gordon und tauschten ihn mit einem Siebtrundenpick gegen einen Fünftrundenpick zu den New England Patriots.

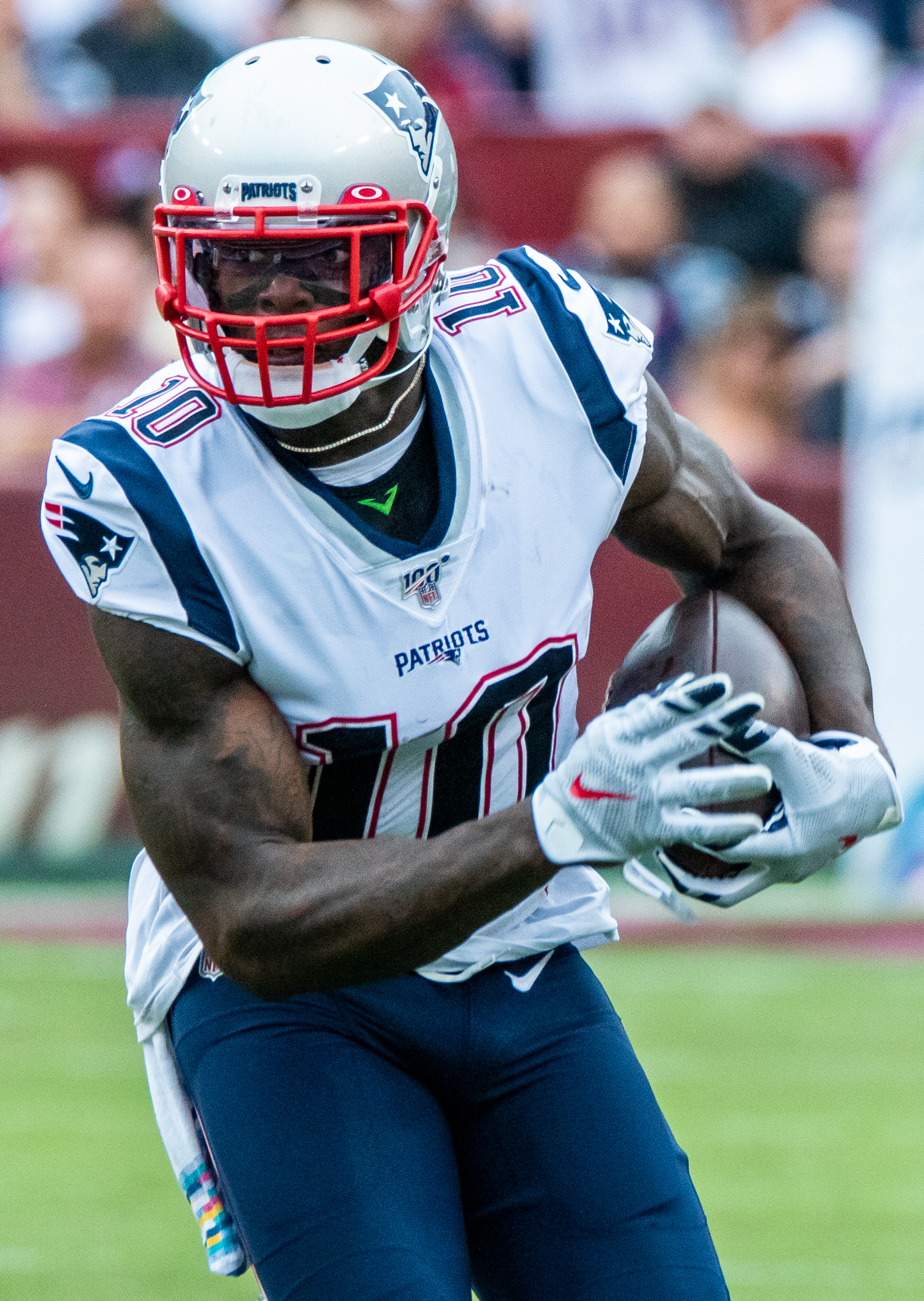
Gordon bei den New England Patriots (2019)

Bei den Patriots erzielte Gordon in 11 Spielen 720 Yards Raumgewinn und drei Touchdowns. Nach der 16. Woche gab Gordon bekannt, sich zur „Verbesserung seiner mentalen Gesundheit“ auf unbestimmte Zeit aus dem Football zurückzuziehen, kurz darauf gab die NFL bekannt, Gordon auf unbestimmte Zeit zu sperren. Im August 2019 wurde die Sperre von Gordon wieder aufgehoben.
Nach einer Verletzung wurde Gordon zunächst auf die Injured Reserve List gesetzt, nach seiner Genesung platzierten ihn die Patriots auf der Waiver-Liste, sodass Gordon von anderen Teams verpflichtet werden konnte. Die Seattle Seahawks nahmen Gordon daraufhin unter Vertrag. Bei den Seahawks fing er in fünf Spielen sieben Pässe für 139 Yards Raumgewinn, bevor er wegen der Einnahme leistungssteigernder Mittel erneut auf unbestimmte Zeit gesperrt wurde. Am 3. September 2020 unterschrieb Gordon erneut in Seattle. Am 3. Dezember wurde bekannt, dass der Commissioner Roger Goodell die Sperre von Gordon mit Wirkung zum 16. Spieltag aufheben würde. Nach einem Rückfall blieb die Sperre auf unbestimmte Zeit bestehen.
Im Februar 2021 schloss Gordon sich den Zappers in der Fan Controlled Football League (FCF) an. Nachdem Gordons Sperre vor dem vierten Spieltag der Saison 2021 aufgehoben worden war, nahmen die Kansas City Chiefs ihn für ihren Practice Squad unter Vertrag. Am 5. Oktober wurde er in den aktiven 53-Mann-Kader befördert. Er kam in zwölf Spielen der Regular Season zum Einsatz, fing dabei aber nur fünf Pässe für 32 Yards und einen Touchdown. Nachdem er in den ersten beiden Spielen der Play-offs nicht zum Einsatz gekommen war, wurde Gordon von den Chiefs entlassen und wieder in den Practice Squad aufgenommen. Im März 2022 nahmen die Chiefs Gordon für die Saison 2022 erneut unter Vertrag.
Nachdem er bei den Chiefs vor Beginn der Saison 2022 im Rahmen der Kaderverkleinerung auf 53 Spieler entlassen worden war, schloss er sich am 1. September 2022 dem Practice Squad der Tennessee Titans an. Er wurde für zwei Spiele aktiviert, konnte dabei aber keine gefangenen Pässe verzeichnen. Am 17. Oktober wurde er von den Titans entlassen.
Am 1. Januar 2023 wählten die Seattle Sea Dragons aus der XFL Gordon im 2023 XFL Supplemental Draft in der sechsten Runde aus. Für diese fing er in 10 Spielen für 540 Yards und vier Touchdowns. Am 31. Dezember 2023 wurde die Fusion zwischen der XFL und USFL zur United Football League offiziell bekannt gegeben. Am 1. Januar 2024 wurden die acht Teams der neuen Liga bekannt gegeben, die Sea Dragons waren nicht darunter.
Am 26. September 2024 gab Gordon seinen Rücktritt als Spieler bekannt.